# Région de la Cassowary Coast
La région de la Cassowary Coast est une nouvelle zone d'administration locale dans le nord du Queensland en Australie.
Le 15 mars 2008, elle a été créée par la fusion du comté de Cardwell avec le comté de Johnstone. Elle dispose d'un maire (Bill Shannon) et de six conseillers. Le siège du conseil est situé à Innisfail.
La région a une superficie de 4 701 km2 pour 30 843 h en 2006.
Elle comprend les villes de Cardwell, Flying Fish Point, Innisfail, Mission Beach, Mourilyan et Tully  ainsi que les îles Dunk, Goold et Hinchinbrook.